# Johann Georg Gödelmann
Johann Georg Gödelmann (né le 12 mai 1559 à Tuttlingen, mort le 20 mars 1611 à Dresde) est un juriste et diplomate allemand.

## Biographie
Godelmann est issu d'une famille influente et s'inscrit le 18 septembre 1572 à l'université de Tübingen, où il obtient le baccalauréat universitaire le 31 mars 1574 et le magistère le 16 février 1576. Il va à l'université de Wittenberg pour étudier le droit en novembre 1578, où il est un élève de Joachim von Beust et Matthias Wesenbeck.
En juin 1579, il poursuit ses études à l'université de Rostock et se rend à l'université de Bâle en juillet 1580. Il a son doctorat en droit le 1er septembre 1580 et en 1583 un poste de professeur à l'académie de Rostock, où il est maître de conférences à partir de 1579. Après avoir donné des conférences sur le droit romain, le droit féodal et le droit pénal à Rostock, il est chargé par la ville de Riga en 1587 de protéger leurs intérêts.
En 1592, il devient conseiller de la cour de l'électeur Christian II de Saxe et envoyé à la cour de l'empereur Rodolphe II. Il se fait un nom en tant qu'humaniste de l'histoire du droit, notamment grâce à son engagement au moment de la chasse aux sorcières. Il refuse de tirer des conclusions des résultats de la torture et met en garde contre la peine de mort précipitée. Le théoricien de la chasse aux sorcières est alors Anton Praetorius l'écoute.
Sa position dans le procès du chancelier saxon Nikolaus Krell est controversée. Dans ses écrits, il traite principalement du droit romain et il est nommé comte palatin en 1597.
En deuxième noces, il épouse Katharina Jenitz en 1602, fille du chambellan Johann Jenitz et veuve du Landschreiber Gregorius Unwirth.

## Théoricien des sorcières
Le juriste mecklembourgeois pense que le vol des sorcières vers le sabbat était « pure diablerie, tromperie et imagination. C'est le même fantasme que beaucoup croient que les sorcières et les sorciers peuvent être transformés en chats, chiens et loups. »
Il plaide contre l'épreuve de l'eau, mais pas systématiquement contre la torture et la peine de mort. Par rapport au médecin et théoricien des sorcières Jean Wier, qui commence à ébranler fondamentalement l'engouement des sorcières avec ses approches, le juriste Gödelmann demande simplement le respect des dispositions légales de la Constitutio Criminalis Carolina dans la chasse aux sorcières.